# Jacob deGrom
Jacob Anthony deGrom (né le 19 juin 1988 à DeLand, Floride, États-Unis) est un lanceur droitier des Ligues majeures de baseball jouant avec les Mets de New York.
Il est élu recrue de l'année de la Ligue nationale en 2014. Cette année-là, il égale un record de l'ère moderne du baseball majeur en retirant sur des prises les 8 premiers frappeurs auxquels il est opposé dans un match.

## Carrière
Joueur des Hatters de l'université Stetson en Floride, Jacob deGrom est repêché en 9e ronde par les Mets de New York en 2010.
Après avoir été principalement lanceur de relève dans ses premières années en ligues mineures, il se familiarise à partir de 2013 avec le rôle de lanceur partant.
Jacob deGrom fait ses débuts dans le baseball majeur comme lanceur partant des Mets le 15 mai 2014. Opposé à Citi Field aux Yankees de New York dans le premier match en 103 ans de série du métro à se terminer sur un score de 1-0, deGrom est opposé à un autre ex-releveur devenu partant faisant aussi ce jour-là ses débuts dans les majeures, Chris Whitley. Malgré seulement 4 coups sûrs alloués à l'adversaire et 6 retraits sur des prises en 7 manches, deGrom encaisse la défaite après avoir accordé le seul point de la rencontre. Il remporte sa première victoire dans les majeures le 21 juin 2014 sur les Marlins de Miami après 7 manches lancées sans accorder de point.
deGrom est nommé meilleure recrue du mois dans la Ligue nationale grâce à 4 victoires, une défaite, une moyenne de points mérités de 1,39 et 38 retraits sur des prises en 32 manches et un tiers lancées en juillet 2014. Il reçoit de nouveau l'honneur de recrue du mois en septembre suivant.
Le 2 août dans une victoire sur les Giants de San Francisco, deGrom ne donne son premier coup sûr qu'après deux retraits en 7e manche.
Le 15 septembre 2014, lors d'une visite des Astros de Houston à New York, Jacob deGrom égale le record de l'ère moderne du baseball majeur en retirant sur des prises les 8 premiers frappeurs qu'il affronte, rééditant l'exploit de Jim Deshaies pour les Astros en 1986. C'est le lanceur partant adverse, Jarred Cosart, qui brise la séquence de deGrom en 3e manche.
Avec une moyenne de points mérités de seulement 2,69 en 22 départs et 140 manches et un tiers lancées, 144 retraits sur des prises, 9 victoires et 6 défaites, Jacob deGrom est élu recrue de l'année de la Ligue nationale.
Invité au match des étoiles 2015 à Cincinnati, deGrom réalise un exploit inédit en retirant sur des prises trois adversaires en seulement 10 lancers. En 6e manche, il évince ainsi rapidement Stephen Vogt, Jason Kipnis et José Iglesias.